# B・A・R 002
B・A・R 002は、B・A・Rが2000年のF1世界選手権参戦用に開発したフォーミュラ1カー。2000年の開幕戦から、最終戦まで実戦投入された。ドライバーは、どちらも2年目となるジャック・ヴィルヌーヴとリカルド・ゾンタ。

## 概要

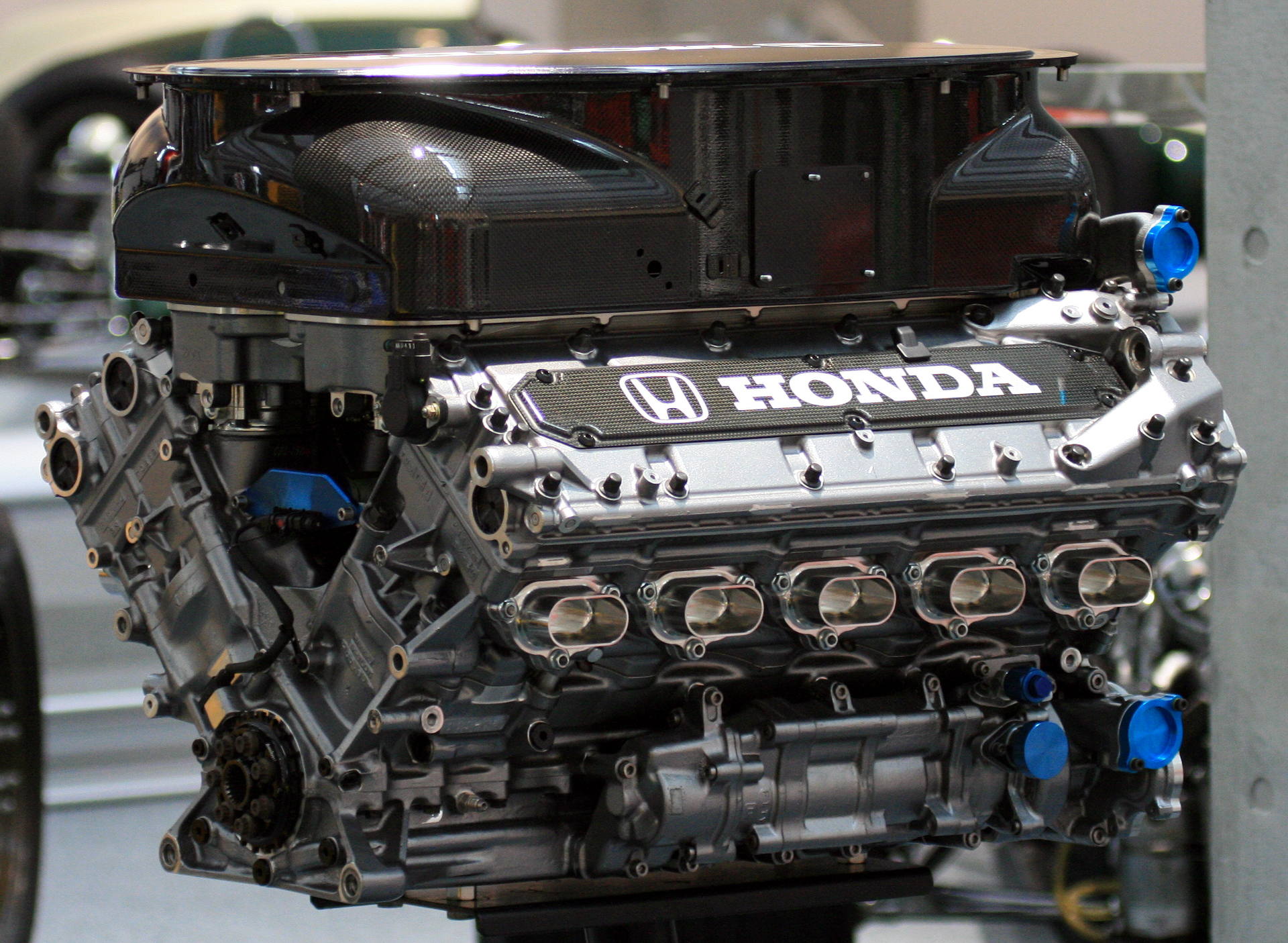
ホンダRA000E

B・A・R参戦2年目となるこのシーズンは、1992年の活動休止以来、8年ぶりにF1へ復帰したホンダエンジンを搭載した。シャーシ設計は、前年に引き続きレイナードのマルコム・オスラーによる。
前年の01はブリティッシュ・アメリカン・タバコのブランド「ラッキーストライク」と「555」を2車で塗り分けることがレギュレーション上不可能なため、苦肉の策で左右の異なるデザインで両ブランドをペイントしたマシンだったが、02からはメインブランドがラッキーストライクとなり、555はロールバーに小さく表記される形となった。レーシングスーツもヴィルヌーヴとゾンタで統一化された。
ノーポイントに終わった前年の01に比べて、信頼性、速さともに大きく改善した。ヴィルヌーヴは第14戦イタリアGPで予選4位となるなど予選の速さを示し、4度の4位入賞を含む7回の入賞で17ポイントを獲得した。ゾンタは3度の入賞で3ポイントを獲得した。合計20ポイントを獲得し、ベネトンと同ポイントであったが、入賞数の違いによりコンストラクターズランキングは5位となった。

## スペック

### シャーシ
- ホイール O・Z
- タイヤ ブリヂストン

### エンジン
- エンジン名 ホンダRA000E
- 気筒数・角度 V型10気筒・90度
- 排気量 3,000cc
- 最大馬力 800馬力以上
- 燃料・潤滑油 エネオス

## 記録
| 年   | No. | ドライバー   | 1   | 2   | 3   | 4   | 5   | 6   | 7   | 8   | 9   | 10  | 11  | 12  | 13  | 14  | 15  | 16  | 17  | ポイント | ランキング |
| 年   | No. | ドライバー   | AUS | BRA | SMR | GBR | EUR | ESP | MON | CAN | FRA | AUT | GER | HUN | BEL | ITA | USA | JPN | MAL | ポイント | ランキング |
| ---- | --- | ------------ | --- | --- | --- | --- | --- | --- | --- | --- | --- | --- | --- | --- | --- | --- | --- | --- | --- | -------- | ---------- |
| 2000 | 22  | ヴィルヌーヴ | 4   | Ret | 5   | 16  | Ret | Ret | 7   | 15  | 4   | 4   | 8   | 12  | 7   | Ret | 4   | 6   | 5   | 20       | 5位        |
| 2000 | 23  | ゾンタ       | 6   | 9   | 12  | Ret | 8   | Ret | Ret | 8   | Ret | Ret | Ret | 14  | 12  | 6   | 6   | 9   | Ret | 20       | 5位        |

- 太字はポールポジション、斜字はファステストラップ。(key)